# Safakulewo
Safakulewo (ros. Сафакулево) – wieś (sieło) w Rosji, w obwodzie kurgańskim, ośrodek administracyjny rejonu safakulewskiego. W 2010 liczyła 3629 mieszkańców.